# Carcará-do-norte
O carcará-do-norte (Caracara cheriway), é uma ave de rapina da família Falconidae. Era anteriormente considerado coespecífico com o carcará (C. plancus) e o extinto carcará-de-guadalupe (C. lutosa). Como os seus parentes, o carcará-do-norte era anteriormente colocada no gênero Polyborus. Ao contrário das espécies do gênero Falco, da mesma família, os carcarás não são caçadores aéreos de voo rápido, mas são bastante lentos e frequentemente necrófagos.

## Distribuição
O carcará-do-norte é um residente em Cuba, no norte da América do Sul (do sul até o norte do Peru e norte da Amazônia brasileira) e na maior parte da América Central e México, atingindo o extremo sul dos Estados Unidos, incluindo a Flórida, onde tem sido visto na costa leste e é agora considerado um residente, mas é listado como ameaçado. Tem sido encontrado cada vez mais ao norte, havendo diversos registros que vão até o Canadá. Pode ser encontrado nidificando no sul do Caribe (Aruba, Curaçao e Bonaire).

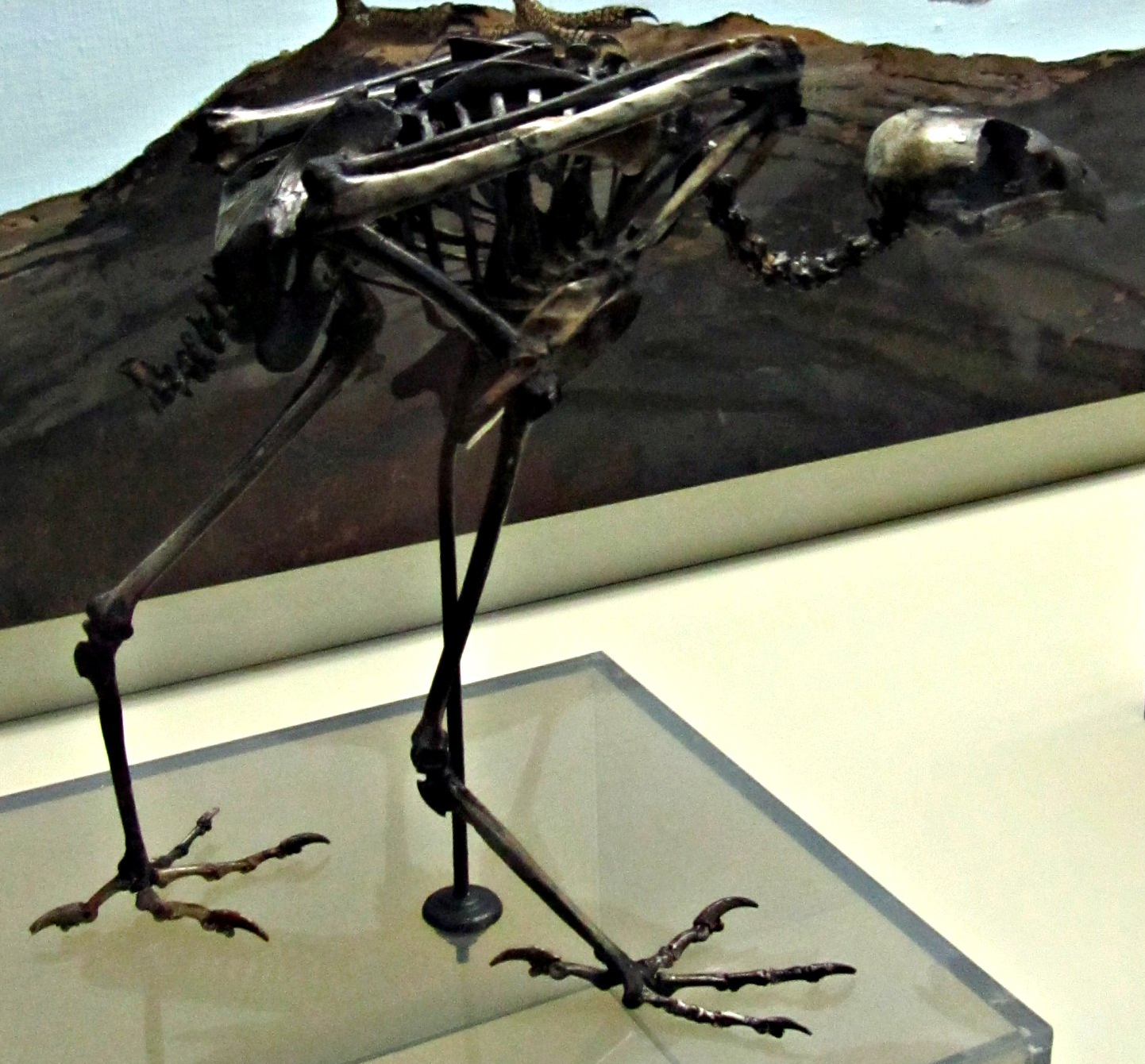
Fóssil de Caracara cheriway prelutosus

## Taxonomia
Os carcarás-do-norte atuais não são divididos em subespécies porque sua variação é clinal, mas são reconhecidas subespécies pré-históricas. Devido à sua confusa história taxonômica, as relações do carcará-do-norte com as aves modernas requerem novos estudos.
- Caracara cheriway grinnelli (carcará de La Brea: Pleistoceno Superior na Califórnia)
- Caracara cheriway prelutosus (Pleistoceno Superior no México)

Uma análise de ADN de ossos de 2500 anos do recentemente extinto Caracara creightoni mostra que esta espécie era proximamente aparentada com o carcará-do-norte e com o carcará. As três espécies possuem um ancestral comum que existiu há entre 1,2 a 0,4 milhões de anos.

## Descrição

O carcará-do-norte mede de 49 até 63 cm, sua envergadura pode chegar a 132 cm, e pesa de 701 até 1387 g. A média de peso da espécie é consideravelmente maior ao norte e menor nos trópicos. Entre os carcarás, é o segundo em comprimento e só perde para o carcará. Além de uma asa larga e cauda longa, também possui pernas longas e frequentemente anda pelo solo. Durante o voo toma forma de cruz. O adulto tem corpo, asas, crista e coroa pretos. Possui pescoço, traseiro e manchas na asa brancos, a cauda é branca com barra preta e uma larga banda terminal. O peito é branco, finamente barrado com preto. O bico é grosso, cinzento e em forma de gancho, e as pernas são amarelas. A cera e a pele facial são amarelas a laranja-vermelho, dependendo da idade e do humor. Os dois sexos são similares, mas os imaturos são amarronzados, possuem o peito pálido listrado com amarelo, pernas branco-acinzentadas e cera e pele facial de cor rosa-acinzentada. A voz é um chocalho baixo.
Adultos podem ser diferenciados do carcará por sua plumagem no peito menor e mais manchada, escapulares mais uniformes e mais escuros (marrons e frequentemente manchados na outra espécie), além da parte inferior das costas mais escura (pálida com barra escura no carcará). Indivíduos que mostram características intermediárias são conhecidos na pequena área de contato entre as duas espécies no centro-norte do Brasil, mas intergradação entre as duas é geralmente limitada.

## Hábitat
Os carcarás-do-norte habitam vários tipos de campos abertos e semiabertos. Eles vivem principalmente em áreas de baixa altitude, mas podem chegar a elevações médias no norte dos Andes. A espécie é mais comum em fazendas de gado com árvores espalhadas, cortinas de abrigo e pequenas matas, onde há  presença humana limitada. Eles também podem ser encontrados em outros tipos de terra para agricultura, como pradarias, restingas (incluindo mangues) e plantações de coco.

## Comportamento
O carcará-do-norte é um saprófago que se alimenta principalmente de carniça, mas ocasionalmente pode comer frutas. As presas vivas que são caçadas estão na maior parte das vezes imóveis, feridas, incapacitadas ou jovens. Suas possíveis presas incluem pequenos mamíferos, anfíbios, répteis, peixes, caranguejos, insetos e suas larvas, minhocas, crustáceos e aves jovens. As espécies de aves que são abatidas podem ser de grande porte, aves que nidificam em colônias como cegonhas e garças até pequenos pássaros. Os répteis incluem frequentemente cobras, lagartos e pequenas tartarugas de água doce, além de jovens aligátores-americanos. Essa espécie, como outros carcarás, é uma das poucas aves de rapina que caçam no chão, frequentemente virando ramos e pedaços de estrume de gado para achar comida. Além de caçar seu próprio alimento no solo, o carcará-do-norte rouba comida de outras aves, incluindo urubus, gaviões, pelicanos, íbis e colhereiros. Por estar perto do solo até enquanto voa, ele frequentemente disputa a carniça com urubus do gênero Cathartes e pode agressivamente expulsar de pequenas carcaças urubus solitários da maioria das espécies. Ele também domina grupos de corvos em lugares com carniça, mas se submete à águia-careca, que é muito maior. Ocasionalmente também segue trens ou automóveis para pegar restos de comida que são jogados para fora.
O carcará-do-norte costuma ser visto sozinho ou em grupos familiares de 3 a 5 indivíduos. Ocasionalmente poleiros podem ter mais de uma dúzia de indivíduos e fontes abundantes de comida chegam a juntar mais de 75. A temporada de reprodução é de dezembro até maio e é um pouco mais cedo quando as aves vivem perto dos trópicos. A espécie constrói ninhos volumosos e desarrumados, que medem de 60 até 100 cm de comprimento e possuem até 40 cm de profundidade em árvores como Prosopis e palmeiras, cactos, ou no chão como último recurso. São postos 2 ou 3 ovos (raramente 1 ou 4) rosa-amarronzados com manchas escuras, que são incubados entre 28 e 32 dias. Apesar de mesopredadores como guaxinins e corvos da espécie Corvus ossifragus poderem roubar ovos e filhotes na Flórida, os adultos não têm nenhum predador natural conhecido. Formigas-de-fogo exóticas são outros predadores conhecidos de filhotes.